# Llei de Ribot

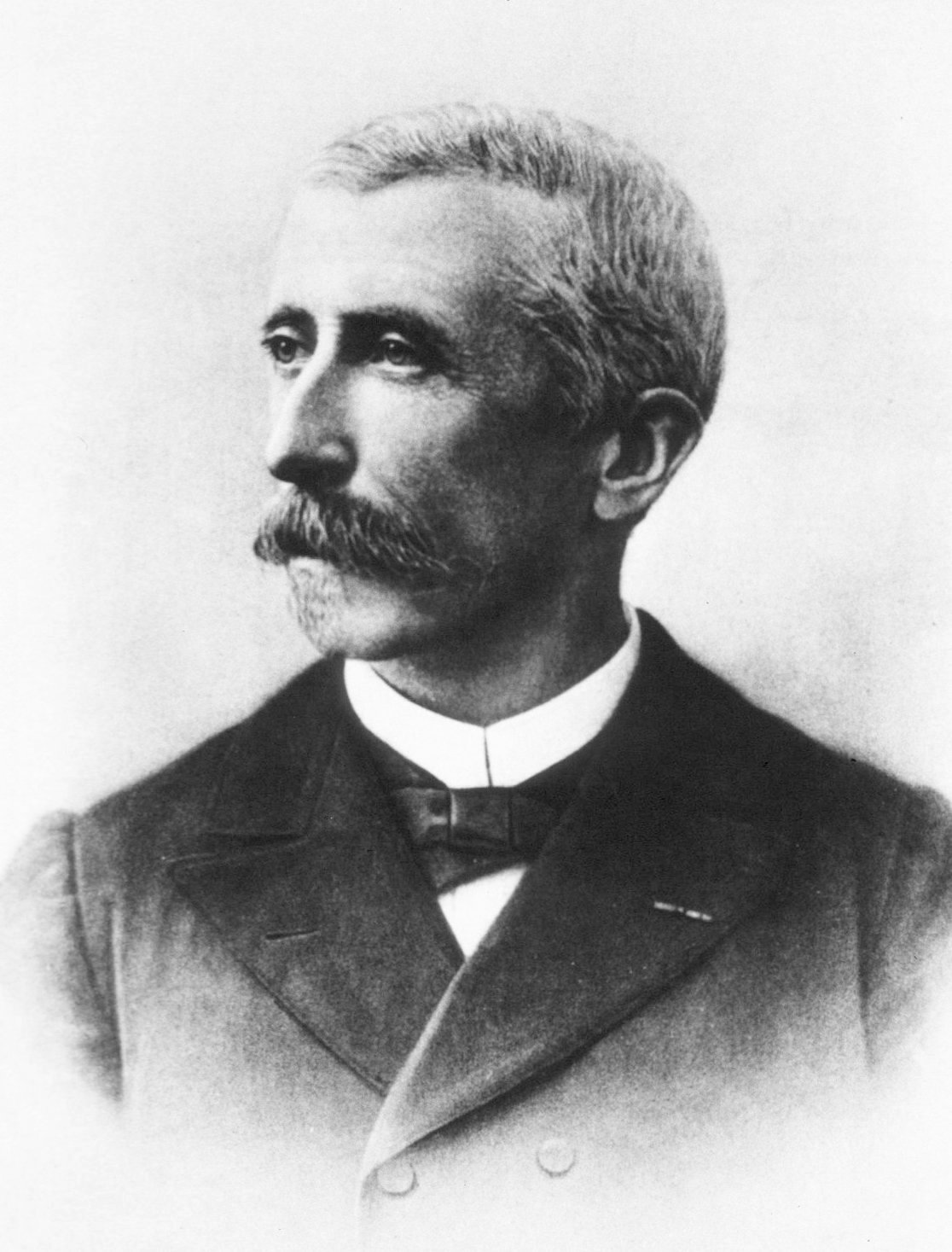
Théodule-Armand Ribot.

La Llei de Ribot va ser formulada pel psicòleg francès Théodule-Armand Ribot el 1881. Segons aquesta llei, en l'amnèsia els records recents son més vulnerables que els antics. En la ment malalta hi ha una desorganització de les funcions psíquiques. Quan es produeix un deteriorament mental, es perden primer les funcions més complexes com el llenguatge, i per acabar, les més simples com les sensacions.